# Brainly.pl
Brainly.pl – edukacyjny serwis społecznościowy typu Q&A (Questions and Answers), służący do wzajemnej pomocy uczniowskiej.
Portal został uruchomiony we wrześniu 2009 roku pod nazwą Zadane.pl.

## Opis serwisu

### Budowa portalu
Treść w serwisie podzielona jest na pokoje tematyczne, dotyczące różnych przedmiotów. Najnowsze pytania zadawane przez użytkowników pojawiają się na stronie głównej. W panelu użytkownika można wybrać, jakie przedmioty mają się wyświetlać na stronie głównej. Pytania mogą być również sortowane pod kątem poziomu nauczania. Pytania mogą zadawać tylko zarejestrowani użytkownicy, natomiast przeglądać treść strony może każdy.
Serwis zawiera funkcjonalności ułatwiające udzielenie odpowiedzi, między innymi edytor równań wykorzystujący język LaTeX. Przy pytaniu można również prowadzić dyskusję z innymi użytkownikami. W serwisie każdy użytkownik dysponuje punktami, które może wykorzystać na zadawanie pytań. Punkty można zdobywać poprzez odpowiadanie na pytania, udzielanie najlepszych odpowiedzi, wybieranie najlepszych odpowiedzi, codzienne logowanie, pierwszą rejestrację oraz uczestnictwo w wyzwaniach. W Brainly.pl użytkownicy mogą nawzajem dodawać się do znajomych. Do 16 marca 2018 roku użytkownicy mogli wysyłać wiadomości między sobą, obecnie możliwe jest jedynie wysyłanie wiadomości do moderatorów i administratorów. Ponadto serwis umożliwiał tworzenie i przyłączanie się do grup mających formę forów internetowych dla członków grupy. Funkcjonalność ta została wyłączona 27 stycznia 2013.
Nad jakością serwisu czuwa grupa moderatorów. Zespół moderatorów przedmiotowych zajmuje się weryfikacją treści pod kątem merytorycznym oraz reaguje na naruszenia zasad serwisu. W serwisie działa również zespół optymalizatorów (Optymalizatorzy/OPTI Team), którego zadaniem jest opracowywanie rozszerzonych wyjaśnień do najczęściej zadawanych pytań.

## Rebranding
Serwis zadane.pl zmienił nazwę i domenę na brainly.pl w 2017 roku.

## Wersje językowe
Serwis jest częścią grupy brainly.com. Witryny należące do tej grupy:
- znanija.com – Rosja[10]
- nosdevoirs.fr – Francja[11]
- brainly.lat – Hiszpania i Ameryka Łacińska
- eodev.com – Turcja[12]
- brainly.com.br – Brazylia[13]
- brainly.in – Indie[14]
- brainly.co.id – Indonezja[15]
- brainly.ph – Filipiny[16]
- brainly.ro – Rumunia[17]
- brainly.pl – Polska

Poprzednio także m.in.: Włochy, Malezja, Hiszpania.

## Statystyki serwisu
Od 2009 popularność serwisu szybko rosła – wrzesień 130 tys. unikalnych użytkowników. W roku 2013 serwis miał już ponad 1 600 000 zarejestrowanych użytkowników, natomiast na początku roku 2016 liczba unikalnych użytkowników przekroczyła 5 mln.
Według badania Megapanel PBI/Gemius z lutego 2012 roku serwis zajmował 4. pozycję pod względem liczby użytkowników wśród serwisów z grupy „edukacja”. Serwis odwiedziło ponad 2,5 mln unikalnych użytkowników (real users).
W czerwcu 2012 roku w serwisie zarejestrowanych było ponad 1 143 000 użytkowników oraz ponad 2 543 000 odpowiedzi.